# ジガゾーパズル
ジガゾーパズルは、テンヨーが発売している、ピースを組み替えることによってどんな絵柄でも作ることができるジグソーパズル。
2010年には日本おもちゃ大賞のイノベイティブ・トイ部門の大賞を受賞している。

## 概要
2009年7月に行われた「東京おもちゃショー2009」で展示され、同年10月に発売された商品。自画像を使用したジグソーパズルで遊ぶことができる。
パッケージの中には、上下左右同じ形をしたピースが300個封入されており、色彩は同系色ではあるが、1つ1つが微妙に異なる色を持つ。
購入後は、まず自分の顔を撮影した写真を用意し、専用のメールアドレスに送る。すると、独自の画像解析技術を用いて、画像の階調を300個のピースがもつ色に割り当てた「設計図」が送られてくる。